# Glacier de Saleinaz
Le glacier de Saleinaz ou glacier de Saleina est un glacier de Suisse, dans le massif du Mont-Blanc.

## Géographie
Il nait dans un cirque glaciaire délimité par le Petit et Grand Darrey, le Grand Luy, l'aiguille de l'A Neuve, l'aiguille d'Argentière, l'aiguille du Chardonnet, l'aiguille Forbes, la Grande et la Petite Fourche et les aiguilles Dorées. Sa langue glaciaire se dirige vers le nord-est dans le vallon d'Arpette de Saleinaz et donne naissance à la reuse de Saleinaz qui débouche dans le val Ferret.
Au nord se trouvent les glaciers des Ravines Rousses et des Plines dans deux petites combes sur l'adret des aiguilles Dorées ainsi que les glaciers d'Orny et du Trient sur son ubac, à l'ouest de l'autre côté de la frontière avec la France se trouvent les glaciers du Tour ainsi que ceux du Chardonnet, du Milieu et des Améthystes dans des combes dominant le glacier d'Argentière et au sud se trouvent les glaciers de l'Evole sur l'ubac de la Petite et de la Grande pointe des Planereuses ainsi que le celui des Planereuses sur leur adret, celui de Darrey sur l'ubac des Petit et Grand Darrey, celui de Treutsebo sur l'adret du Grand Darrey et celui de l'A Neuve sur l'adret du Grand Darrey, du Grand Luy et de l'aiguille de l'A Neuve.
Le bivouac de l'Envers des Dorées se trouve au nord du glacier, sur l'adret des aiguilles Dorées et la cabane de Saleinaz se trouve au sud de sa langue glaciaire sur l'ubac de la Petite et de la Grande pointe des Planereuses.